# Antonella Boralevi
Antonella Boralevi, pseudonimo di Antonella Mannocci Galeotti (Firenze, 18 giugno 1953), è una scrittrice, giornalista, conduttrice televisiva, autrice televisiva e opinionista italiana.

## Biografia
Nata in una famiglia di notabili toscani, i Mannocci Galeotti di Larciano, si firma con il cognome dell'ex marito, l'antiquario fiorentino Daniele Boralevi. Ha ottenuto la maturità classica al liceo ginnasio Dante laureandosi poi in filosofia all'Università degli Studi di Firenze con Giovanni Nencioni, discutendo una tesi in filosofia del linguaggio. Ha continuato poi a lavorare con Nencioni come ricercatrice presso l'Accademia della Crusca e la Scuola Normale Superiore di Pisa, e ha lasciato questo incarico per intraprendere una carriera nel giornalismo.
Ha pubblicato il suo primo libro, Far salotto, nel 1985 per la Mondadori. Negli anni successivi ha continuato la sua attività di scrittrice pubblicando saggi sempre per la Mondadori e per Il Mulino, mentre del 2005 è il suo primo romanzo, Prima che il vento, pubblicato da Rizzoli.
Contemporaneamente all'attività di scrittrice ha lavorato anche come conduttrice e autrice televisiva per numerosi programmi, prevalentemente talk show di approfondimento, sia in Rai sia nelle altre reti televisive italiane. In ambito televisivo ha esordito con In diretta da Spoleto, reportage andato in onda nel 1989 su Rai 3, a cui sono seguiti altri programmi tra cui Il viaggio (Rai 1, 1991), Donne e guai (Rai 2, 1994), Uomini (Rai 2, 1994-1995), Film dossier - Linee d’ombra (Rete 4, 1997-1999), Mariti & mogli (La7, 2002).
Ha inoltre collaborato per vari quotidiani (Il Messaggero, La Stampa, Il Secolo XIX), settimanali (Oggi, Grazia, Donna Moderna), mensili (Architectural Digest) e siti web (L'Huffington Post) curando alcune rubriche. Ha pubblicato il romanzo Il lato luminoso (2007) ed è spesso ospite e opinionista nelle trasmissioni televisive di Canale 5 Pomeriggio Cinque, Mattino Cinque e nella trasmissione televisiva di Rai 2 L'Italia sul 2.
Nel 2009 è stata nominata Consigliere Diplomatico per la Comunicazione della Cultura e della Immagine dell'Italia, con funzioni di coordinamento dell'attività di Ambasciata, Istituto di cultura e Consolato Generale ed è stata assegnata presso l'Ambasciata d'Italia a Parigi. In questo ruolo ha ideato, curato e organizzato la Prima Mostra del Centocinquantenario dell'Unità d'Italia, "La France et le Risorgimento", inaugurata dal Presidente della Repubblica Giorgio Napolitano, il 27 settembre 2010, ottenendo per la prima volta nella storia dell'Accademia e del Museo di Brera il prestito eccezionale dell'opera Il bacio di Francesco Hayez.

## Opere
- Far salotto. Personaggi, storie, ritratti, mondanità; i trucchi, i segreti, le strategie: la prima mappa dei salotti italiani, Milano, Arnoldo Mondadori Editore, 1985. ISBN 978-88-04-269601
- Così fan tutti. Viaggio nel nuovo costume amoroso, Milano, Mondadori, 1987. ISBN 88-04-30127-9
- Viva la faccia. Cronache degli anni di bronzo, Milano, Mondadori, 1989. ISBN 88-04-31833-3
- Nel cuore degli uomini. I sentimenti degli uomini messi a nudo, Milano, Mondadori, 1995. ISBN 88-04-39272-X
- Il segreto. Storie di donne con l'anima, Milano, Mondadori, 1998. ISBN 88-04-42033-2
- Linee d'ombra. Storie segrete di uomini e donne, Milano, Mondadori, 1999. ISBN 88-04-46932-3
- Capri, Bologna, Il Mulino, 2001. ISBN 88-15-08279-4; 2004. ISBN 88-15-09732-5
- Nel cuore delle donne. Storie d'amore e di vita, Milano, Oscar Mondadori, 2002. ISBN 88-04-51068-4
- Prima che il vento, Milano, Rizzoli, 2004. ISBN 88-17-00457-X
- Bianco avorio, Ivrea, Hever, 2005. ISBN 88-900931-2-9
- Il lato luminoso, Milano, Rizzoli, 2007. ISBN 978-88-17-01944-6
- Una vita in più, Milano, Rizzoli, 2010. ISBN 978-88-17-04212-3
- I baci di una notte, Milano, Rizzoli, 2013. ISBN 978-88-17-06347-0
- La locanda delle occasioni perdute, Milano, Rizzoli, 2014. ISBN 978-88-17-07720-0
- Gli uomini e l'amore, Milano, Bompiani, 2015. ISBN 978-88-452-7998-0
- Byron, storia del cane che mi insegnò la serenità, Milano, Mondadori Electa, 2016. ISBN 978-88-91-80767-0
- La bambina nel buio, Milano, Baldini+Castoldi, 2018. ISBN 978-88-93881-00-5
- Chiedi alla notte, Milano, Baldini+Castoldi, 2019. ISBN 978-88-9388-193-7
- Tutto il sole che c'è, Milano, La nave di Teseo, 2021. ISBN 978-88-3460-447-2
- Magnifica creatura, Milano, La nave di Teseo, 2022. ISBN 8834609409
- L'amore può succedere, Binasco (Milano), Baldini+Castoldi. ISBN 979-12-54-941515

## Televisione
- In diretta da Spoleto (Rai 3, 1989-1990)
- Il viaggio (Rai 1, 1991)
- La penisola del tesoro (Rai 1, 1992-1993)
- Donne e guai (Rai 2, 1994)
- Uomini (Rai 2, 1994-1996)
- Bianco e nero (Rai 2, 1996)
- Film dossier, linee d'ombra (Rete 4, 1997-2000)
- Privatissimo (2001)
- Mariti & mogli (LA7, 2002)
- Vissi d'arte (Rai 1, 2006)
- Capitani coraggiosi (LA7, 2009)